# 大井信業
大井信業（?—1531年2月18日），日本戰國時代的武將。甲斐國國眾。父親是大井信達。妹妹大井之方是武田信玄的母親。

## 生平
生年不詳，家中長男。父親信達與駿河國的今川氏連結，與甲斐守護武田信虎敵對。永正14年（1517年），信達與信虎達成和睦，並把女兒大井夫人嫁予信虎。永正17年（1520年），大井氏與逸見氏、栗原氏等甲斐國人一同反抗信虎，在6月10日敗退，於是再次與信虎達成和睦（『王代記』）。在父親信達出家並隱居後，繼承家督並成為當主。
向諏訪大社上社奉納名馬「松井鹿毛」和具足，並在此時改名為左衛門督。（『守矢家文書』）
在享祿4年（1531年）2月2日病死（『一蓮寺過去帳』）。法名是彌阿彌陀佛（『一蓮寺過去帳』、『武田源氏一統系圖』）。
因為兒子信為年幼，一時間由弟弟信常成為繼承人。

## 外部連結
- 武家家伝＿大井氏 （页面存档备份，存于）